# Eriotheca

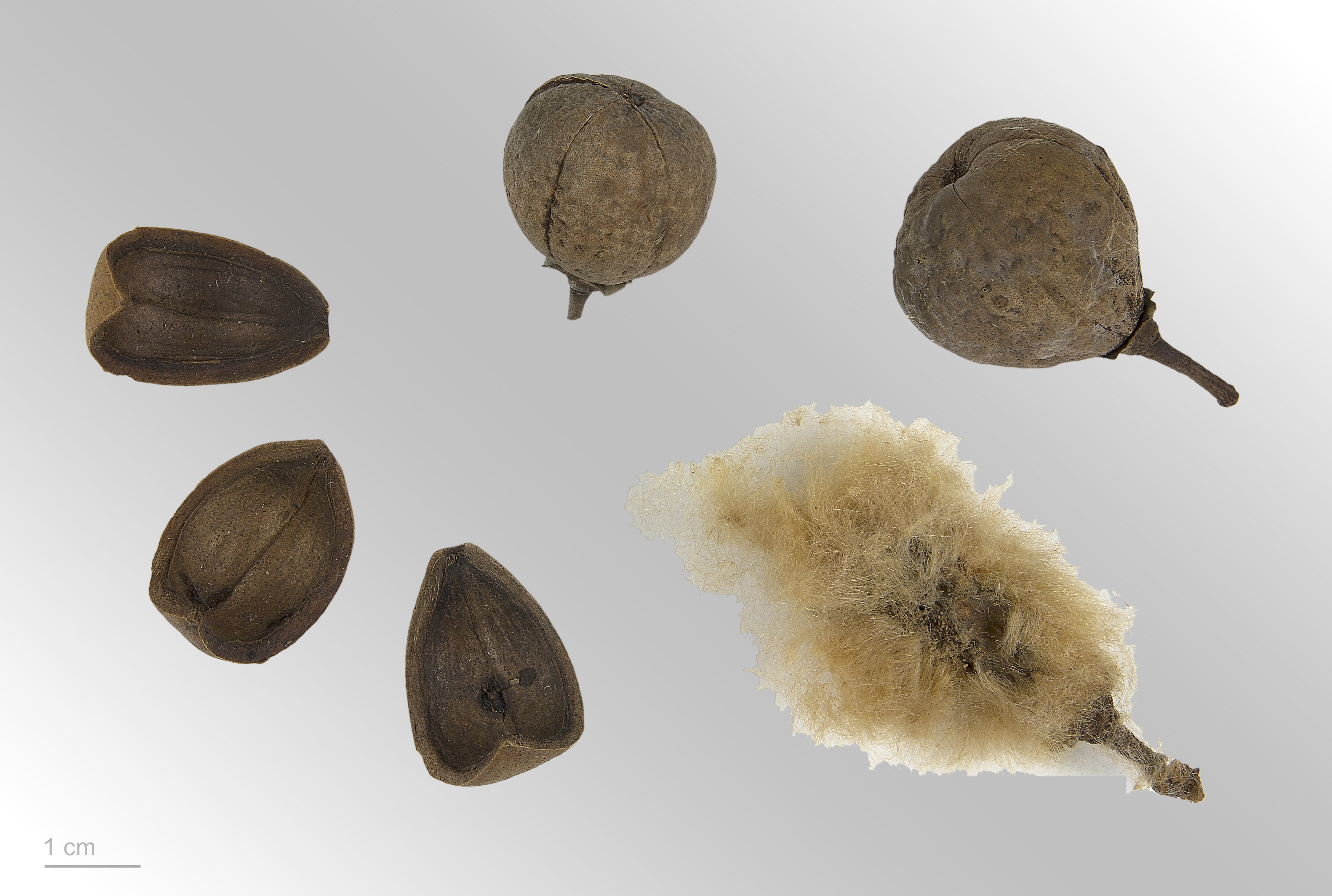
Eriotheca globosa - MHNT

Eriotheca  es un género de fanerógamas perteneciente a la familia de las malváceas. Comprende unas 27 especies . Es originario de Sudamérica. Fue descrito por Heinrich Wilhelm Schott & Stephan Ladislaus Endlicher y publicado en Meletemata Botanica  35, en el año 1832. La especie tipo es Eriotheca pubescens (Mart. & Zucc.) Schott & Endl.

## Especies
| - Eriotheca candolleana - Eriotheca crassa - Eriotheca crenulaticalyx - Eriotheca discolor - Eriotheca dolichopoda - Eriotheca gentryi - Eriotheca glabrescens - Eriotheca globosa - Eriotheca gracilipes - Eriotheca hassleri - Eriotheca longipedicellata - Eriotheca longitubulosa - Eriotheca macrophylla - Eriotheca obcordata | - Eriotheca parviflora - Eriotheca parvifolia - Eriotheca pentaphylla - Eriotheca peruviana - Eriotheca platyandra - Eriotheca pubescens - Eriotheca rosearum - Eriotheca roseorum - Eriotheca ruizii - Eriotheca squamigera' - Eriotheca surinamensis - Eriotheca tomentosa - Eriotheca vargasii |